# Izgrąd
Izgrąd, Izgrond, Izgrund – polana w Pieninach Czorsztyńskich. Znajduje się u ich południowych podnóży, na prawych zboczach Strasznego Potoku. Nazwa jest bardzo stara, pochodzi z języka niemieckiego. Na Spiszu w średniowieczu liczni byli osadnicy niemieccy. Polana była polem ornym, jednak nie jest już uprawiana i jest pastwiskiem. Należy do wsi Sromowce Wyżne w województwie małopolskim, w powiecie nowotarskim, w gminie Czorsztyn. Położona jest na wysokości około 560–605 m i znajduje się na obszarze Pienińskiego Parku Narodowego.
W latach 1987–1988 na polanie Izgrąd znaleziono bardzo rzadki, w Polsce wymierający gatunek porostu przylepnika brodawkowatego Melanelixia subargentifera, zagrożone wyginięciem porosty wnętrznik zwyczajny Endocarpon pusillum, mąkla tarniowa Evernia prunastri, ochrost niepozorny Ochrolechia arborea, obrost sinawy Physcia aipolia, soreniec opylony Physconia distorta i rzadką garbatkę nabrzmiewającą Toninia tumidula.
Izgrąd znajduje się w granicach wsi Sromowce Wyżne w województwie małopolskim, w powiecie nowotarskim, w gminie Czorsztyn.